# الدوري البحريني الممتاز 2012–13
الدوري البحريني الممتاز 2012-2013 هي النسخة السابعة والخمسين من الدوري البحريني الممتاز. بدأت البطولة في 21 سبتمبر.
توج البسيتين باللقب.

## الأندية المشاركة
هبط فريقا الرفاع الشرقي والأهلي وصعد مكانهما الشباب والمالكية بعد قضائهما موسم واحد في الدرجة الثانية.

### الملاعب والمواقع
| النادي   | الموقع        | الملعب      |
| -------- | ------------- | ----------- |
| المالكية | المالكية      |             |
| الحد     | الحد          |             |
| الحالة   | المحرق        |             |
| المحرق   | المحرق        | ستاد المحرق |
| النجمة   | المنامة       |             |
| الشباب   | جد حفص        |             |
| الرفاع   | الرفاع الغربي |             |
| البسيتين | بسيتين        |             |
| البحرين  | المحرق        |             |
| المنامة  | المنامة       |             |

- على الرغم من أن معظم الفرق ليست ليدها ملعب خاص فإن معظم المباريات تقام على استاد البحرين الوطني حيث أن الفريق الذي يذكر أولا في جدول المباريات فإنه يعتبر صاحب الملعب.

## جدول الدوري
| المركز | الفريق   | لعب | فاز | تعادل | خسر | له | عليه | الفارق | النقاط | التأهل أو الهبوط                                        |
| ------ | -------- | --- | --- | ----- | --- | -- | ---- | ------ | ------ | ------------------------------------------------------- |
| 1      | البسيتين | 18  | 14  | 2     | 2   | 44 | 12   | +32    | 44     | دوري أبطال الخليج للأندية 2014                          |
| 2      | المحرق   | 18  | 13  | 3     | 2   | 41 | 11   | +30    | 42     | كأس الاتحاد الآسيوي 2013 دوري أبطال الخليج للأندية 2014 |
| 3      | الحد     | 18  | 12  | 1     | 5   | 28 | 19   | +19    | 37     | كأس الاتحاد الآسيوي 2014                                |
| 4      | الرفاع   | 18  | 8   | 4     | 6   | 24 | 24   | 0      | 28     | كأس الاتحاد الآسيوي 2014                                |
| 5      | المنامة  | 18  | 6   | 5     | 7   | 36 | 31   | +5     | 23     |                                                         |
| 6      | النجمة   | 18  | 7   | 4     | 7   | 18 | 30   | -12    | 22     | خصم 3 نقاط                                              |
| 7      | الحالة   | 18  | 4   | 4     | 10  | 26 | 33   | -7     | 16     |                                                         |
| 8      | الشباب   | 18  | 3   | 4     | 11  | 22 | 38   | -16    | 13     |                                                         |
| 9      | المالكية | 18  | 3   | 4     | 11  | 18 | 35   | -17    | 13     | تصفيات الصعود/الهبوط                                    |
| 10     | البحرين  | 18  | 2   | 5     | 11  | 24 | 52   | -35    | 11     | هبط إلى الدرجة الثانية                                  |

## تصفيات الصعود/الهبوط
| الفريق 1 | مجموع النتيجة | الفريق 2      | نتيجة مباراة الذهاب | نتيجة مباراة الإياب |
| -------- | ------------- | ------------- | ------------------- | ------------------- |
| المالكية | 1-2           | الرفاع الشرقي | 0-1                 | 1-1                 |